# Russische und sowjetische Kriegsgräberstätten in Wuppertal
In der kreisfreien Stadt Wuppertal gibt es an neun Orten russische und sowjetische Kriegsgräberstätten aus beiden Weltkriegen. Diese Gräber liegen sehr oft am äußersten Rand eines Friedhofs und sind schwer zu finden. Das Gräbergesetz In Deutschland garantiert die Unverletzlichkeit dieser Gräber. Deshalb sind sie manchmal auch als Einzelgrabanlage auf ansonsten abgeräumten Gräberfeldern zu finden. Die Kosten für die Grabpflege übernimmt die Bundesrepublik.
| Bild | Ort                     | Lage Anm. 1 | Adresse                                                                    | Weblink Anm. 2                                                                                  |
| ---- | ----------------------- | ----------- | -------------------------------------------------------------------------- | ----------------------------------------------------------------------------------------------- |
|      | Wuppertal-Uellendahl    | (Lage)      | Am Deckershäuschen Katholischer Friedhof (Grabanlage)                      | Grabstätte für 228 sowjetische Opfer des Zweiten Weltkriegs.                                    |
|      | Wuppertal-Schöller      | (Lage)      | Schöllerweg Städtischer Friedhof (Grabanlage)                              | Grabstätte für drei sowjetische Opfer des Zweiten Weltkriegs.                                   |
|      | Wuppertal-Langerfeld    | (Lage)      | Zu den Dolinen Katholischer Friedhof (Grabanlage)                          | Grabstätte für 96 ausländische Opfer des Zweiten Weltkriegs, darunter 33 aus der Sowjetunion.   |
|      | Wuppertal-Heckinghausen | (Lage)      | Theodor-Fontane-Straße Evangelischer Friedhof Norrenberg (Grabanlage)      | Grabstätte für 76 sowjetische Opfer des Zweiten Weltkriegs, darunter zwei Zwangsarbeiterkinder. |
|      | Wuppertal-Zoo           | (Lage)      | Königshöher Weg Ehrenfriedhof Königshöhe (Kriegsgräberstätte 1. Weltkrieg) | Grabstätte für sieben russische Kriegsgefangene des Ersten Weltkriegs.                          |
|      | Wuppertal-Cronenberg    | (Lage)      | Solinger Straße Reformierter Friedhof (Grabanlage)                         | Grabstätte für sowjetische Zwangsarbeiter.                                                      |
|      | Wuppertal-Clausen       | (Lage)      | Weinberg Jüdischer Friedhof (Grabanlage)                                   | Grabstätte für sowjetische Zwangsarbeiter.                                                      |
|      | Wuppertal-Barmen        | (Lage)      | Hugostraße Jüdischer Friedhof (Grabanlage)                                 | Grabstätte für 15 sowjetische Opfer des Zweiten Weltkriegs.                                     |
|      | Wuppertal-Heidt         | (Lage)      | Lönsstraße Ehrenfriedhof Lönsstraße (Grabanlage)                           | Grabstätte für sowjetische Opfer des Zweiten Weltkriegs.                                        |